# Hermógenes Conache
Hermógenes Alfonso Henríquez Rodríguez, más conocido como Hermógenes Conache (Concepción, 16 de junio de 1953), es un humorista chileno.

## Biografía
Inició su carrera el 3 de mayo de 1972, cuando participó en la competencia de comediantes del Festival de Hualpén, en donde obtuvo el primer lugar. Así, comenzó a realizar rutinas en diversas localidades cercanas al Gran Concepción, y luego en otras ciudades. En 1978 emigró a Santiago, participando en festivales juveniles de humor. En 1979 se subió a su primer gran escenario, en el Festival del Huaso de Olmué, ocasión en la que actuó en las tres jornadas del evento.
Su exitoso paso por Olmué le abrió las puertas a la televisión en 1979, actuando en los principales programas de la época; Sábados gigantes de Don Francisco y Festival de la una de Enrique Maluenda. Tras un año de intensa actividad, decidió retirarse un tiempo debido a un desgaste de su rutina, hasta 1983, cuando reaparece en Noche de gigantes, de Canal 13.
El 9 de febrero de 1984 se presentó en el XXV Festival Internacional de la Canción de Viña del Mar, donde a pesar de tener una buena respuesta del público, su rutina fue cortada en la transmisión televisiva —en ese tiempo, realizada por Televisión Nacional de Chile— ya que el director del evento, Sergio Riesenberg, estimó que era «grosera y de mal gusto», sobre todo por los chistes sobre "Soapisa", un vendedor de sopaipillas homosexual. La censura provocó polémica e impulsó la carrera de Conache.
Posteriormente seguiría apareciendo en televisión, siendo invitado frecuente en programas como Éxito, La noche de Chile y Una vez más. En 1991 fue invitado nuevamente al Festival de Viña, en su XXXII edición, donde tuvo una buena respuesta del público. Durante la década de 1990 siguió apareciendo en diversos programas como Viva el lunes y Buenos días a todos.
Tras varios años de ausencia de la televisión, en septiembre de 2012 fue confirmada su tercera participación en el festival viñamarino, en su LIV versión. Conache actuó en la noche inaugural, el 24 de febrero de 2013, y recibió las "antorchas" de plata y oro.
Actualmente sigue viviendo junto a su familia en Concepción realizando apariciones en distintos programas de televisión, streaming nacionales y trabajando en distintos proyectos personales.